# Syllepte vagans
Syllepte vagans is een vlinder uit de familie van de grasmotten (Crambidae). De wetenschappelijke naam van deze soort is voor het eerst voorgesteld als Aphytoceros vagans door James William Tutt in een publicatie uit 1890.
De soort komt voor in tropisch Afrika waaronder Sierra Leone, Congo-Kinshasa, Kenia, Tanzania, Zambia, Mozambique, Namibië, Botswana, Zimbabwe en Zuid-Afrika.